# Асатіані Кахі Шалвович
Кахі Асатіані (груз. კახი ასათიანი, рос. Асатиани Кахи Шалвович, нар. 1 січня 1947, Телаві — пом. 20 листопада 2002, Тбілісі) — радянський футболіст, що грав на позиції півзахисника. По завершенні ігрової кар'єри — футбольний тренер. Майстер спорту СРСР (1967). Заслужений тренер Грузинської РСР (1978).
Перший гравець у світі, що отримав жовту картку — в матчі чемпіонату світу 1970 року Мексика — СРСР.
Усю ігрову і тренерську кар'єру провів у складі «Динамо» (Тбілісі), а також виступав за національну збірну СРСР.

## Клубна кар'єра
Почав грати 1959 року в 35-й спецшколі в Тбілісі. В 1962—1964 — в юнацькій команді «Динамо» (Тбілісі).
З 18 років виступав за провідний клуб Грузії — «Динамо» (Тбілісі). Довгі роки був одним з провідних гравців команди. Закінчив виступи у великому футболі в 28 років не зумівши відновитися після важкої травми, отриманої в матчі чемпіонату СРСР з єреванським «Араратом» 1973 року.

## Виступи за збірну
1968 року дебютував в офіційних матчах у складі національної збірної СРСР.
У складі збірної був учасником чемпіонату Європи 1968 року в Італії та чемпіонату світу 1970 року у Мексиці.
Протягом кар'єри у національній команді, яка тривала 5 років, провів у формі головної команди країни 16 матчів, забивши 5 голів.

## Кар'єра тренера
1973 року закінчив Грузинський сільськогосподарський інститут. В 1978—1982 працював начальником в клубі «Динамо» (Тбілісі), а в 1987 (по серпень) — був головним тренером. В 1983—1986, 1987 (з вересня) — 1989 — зампред республіканської ради «Динамо». В 1990 (по жовтень) — голова спілки ветеранів футболу Грузії. З грудня 1990 по вересень 2000 — голова департаменту спорту Грузії.
Останній рік життя він був віце-президентом авіакомпанії «Аірзена — Грузинські авіалінії».
20 листопада 2002 року Кахі Асатіані був застрелений в Тбілісі в своєму автомобілі біля під'їзду свого будинку. Слідство одразу стало підкреслювати, що вбивство футболіста було замовним та добре спланованим. Похований на Сабурталінському кладовищі столиці.

## Титули і досягнення

### Як гравця
- Бронзовий призер чемпіонату СРСР: 1967, 1969, 1971, 1972
- У списках 33-х найкращих 3 рази: 1967 р. — № 3, 1969 р. — № 1, 1970 р. — № 3.

### Як тренера
- Чемпіон СРСР (1): 1978
- Володар Кубка СРСР (1): 1979
- Володар Кубка Кубків УЄФА (1): 1980-81

## Сім'я
Дружина Луїза Таварткіладзе. Виростили доньку Макі, яка працює дизайнером одягу.